# Weedon (Québec)
Pour les articles homonymes, voir Weedon.
Weedon est une municipalité du Québec située dans la MRC du Haut-Saint-François en Estrie.
Weedon est également un village-relais et est membre de la Fédération des Villages-relais du Québec.

## Histoire

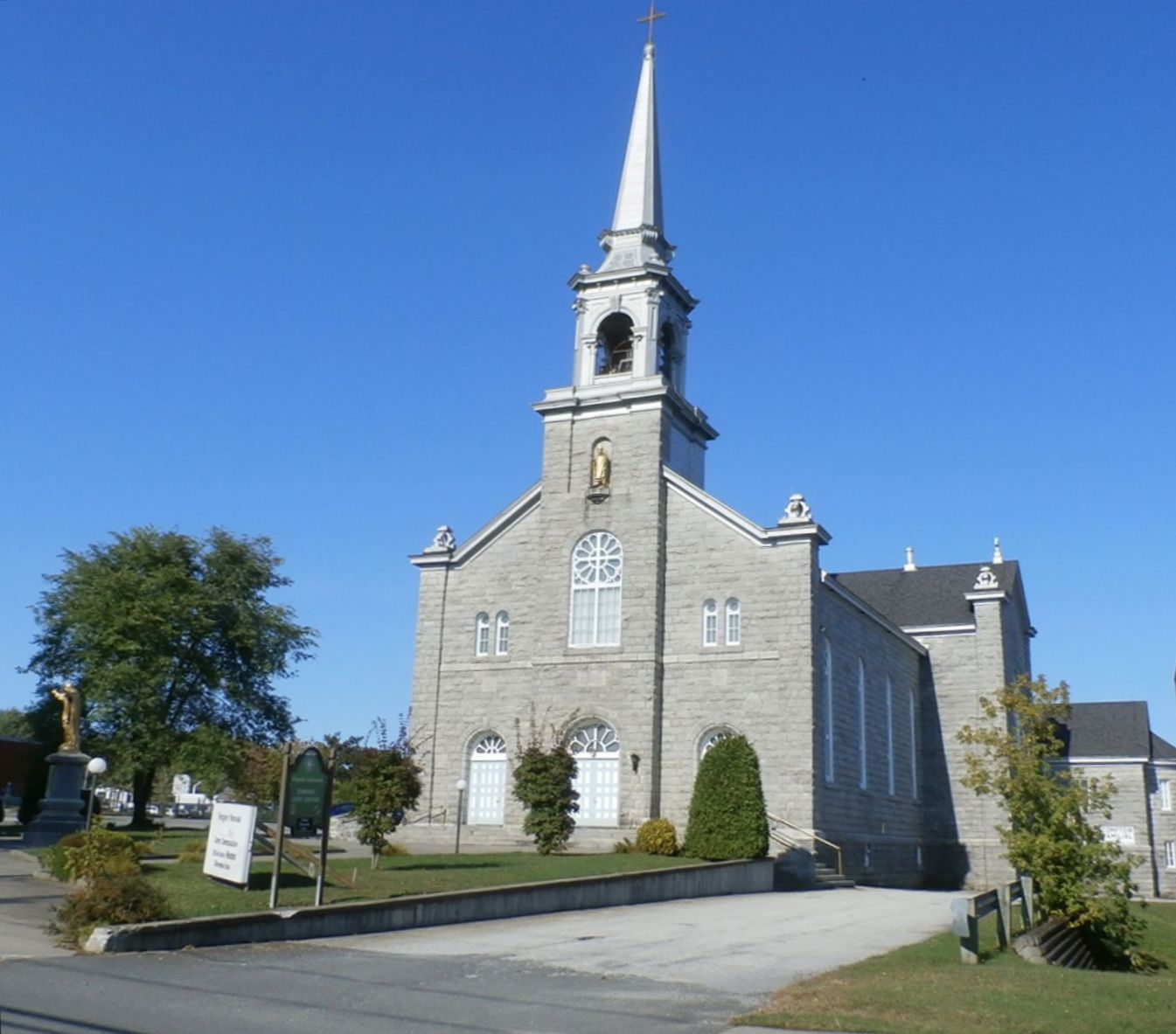
Église de Saint-Janvier, Weedon.

D'abord habité par Germain Biron et sa famille (suivis d'autres colons) vers 1840, le village est fondé en 1863.
L'actuelle municipalité de Weedon est née de trois fusions:
- celle de la municipalité du canton de Weedon et la municipalité du village de Weedon Centre le 11 décembre 1996,
- cette dernière avec la municipalité de Fontainebleau le 24 décembre 1997
- cette dernière avec la municipalité de Saint-Gérard le 9 février 2000[2].

Depuis 1995, la municipalité de Weedon présente « le village des Daltons de Weedon », un festival estival country ayant comme attraction principale la famille des Daltons du comique Lucky Luke.

## Géographie

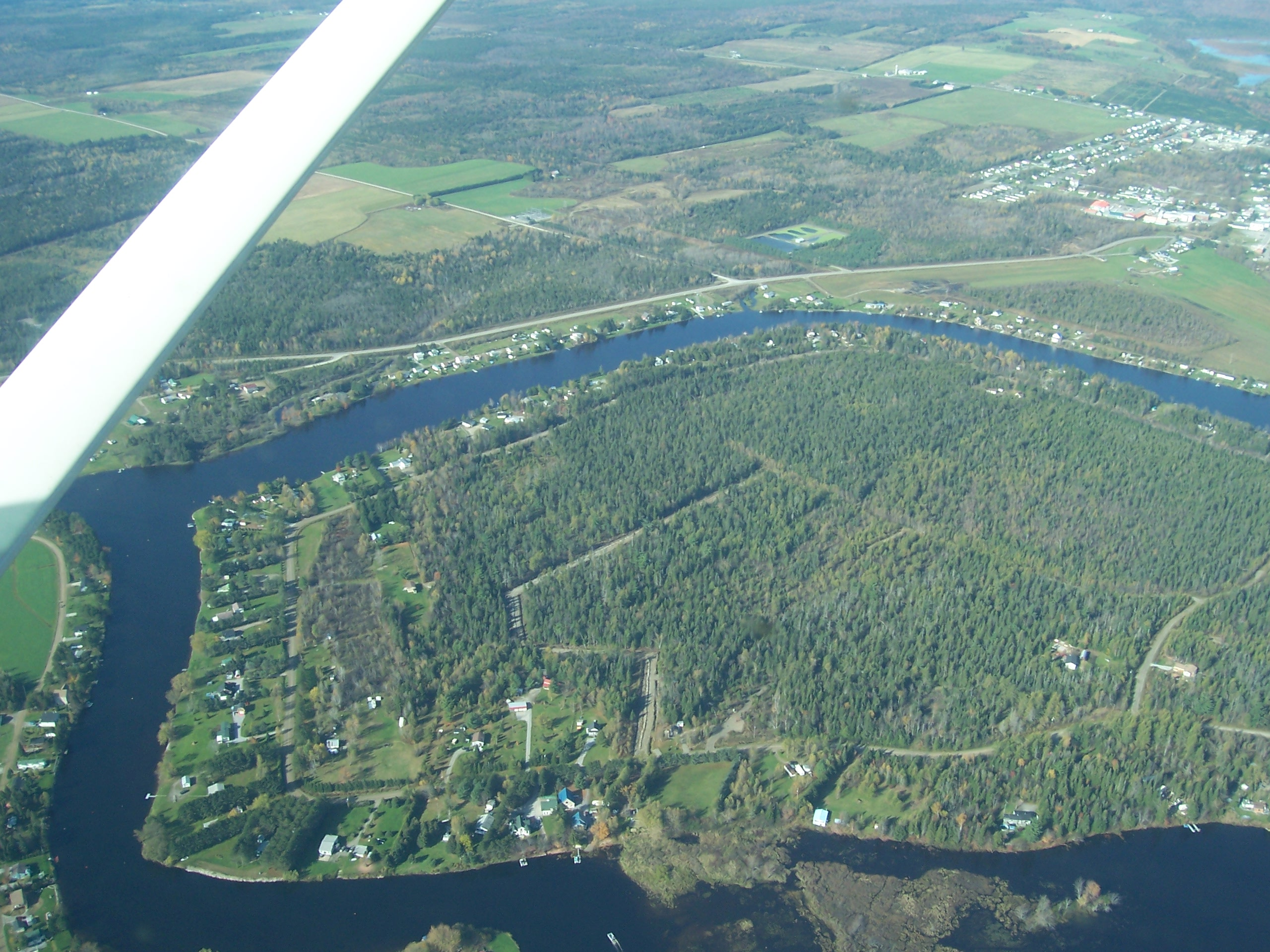
Rivière Saint-Francois en haut
rivière aux Saumons en bas

Weedon s'est développé autour de plusieurs cours d'eau. Les principaux sont la rivière Saint-François et ses affluents, la rivière au Saumon, la rivière Weedon et la rivière aux canards.
Le lac Aylmer borde le secteur Saint-Gérard tandis que le lac Louise (qui est un renflement de la rivière Saint-François créé par un barrage hydroélectrique) baigne la limite entre les secteurs Saint-Gérard et Weedon.

## Démographie
| 1996  | 2001  | 2006  | 2011  | 2016  | 2021  |
| ----- | ----- | ----- | ----- | ----- | ----- |
| 2 621 | 2 646 | 2 739 | 2 683 | 2 670 | 2 667 |

## Administration
Les élections municipales se font en bloc et suivant un découpage de six districts.
| Weedon Maires depuis 2002                                                                                            |                   |         |          |
| Élection | Maire             | Qualité | Résultat |
| 2002 | Michel Gendron    |         | Voir     |
| 2005 | Jean-Claude Dumas |         | Voir     |
| 2009 | Jean-Claude Dumas | Voir    |          |
| 2013 | Richard Tanguay   |         | Voir     |
| 2017 | Richard Tanguay   | Voir    |          |
| 2021 | Eugène Gagné      |         | Voir     |
| Élection partielle en italique Depuis 2005, les élections sont simultanées dans toutes les municipalités québécoises |                   |         |          |

## Tourisme et agrotourisme
La région de Weedon accueille beaucoup de vacanciers qui possèdent des résidences secondaires le long des cours d'eau. Weedon possède aussi plusieurs attraits comme le parc du Vieux Moulin, un théâtre d'été, un marché d'alimentation locale (Marché de la Ferme Patry), une fromagerie et un centre culturel. Le centre culturel de Weedon a changé de nom pour le Centre culturel Doris-Lussier, et ce, en l'honneur de l'écrivain et de l'humoriste originaire de Fontainebleau (Weedon).

Le parc du Vieux Moulin permet aux visiteurs de découvrir les fondations des premiers moulins du village, et ce, lors d'une promenade dans des sentiers aménagés le long du ruisseau de Weedon. La voie d'accès pour s'y rendre, en provenance de Sherbrooke, se fait par la route 112, et ce, après environ 60 kilomètres depuis le centre-ville de Sherbrooke.  Les panneaux d'accès sont visibles sur la gauche (toujours en provenance de Sherbrooke) afin d'indiquer l'entrée des sentiers. Un repère visuel permettant d'y accéder est l'intersection de la route 112 avec la rue Saint-Janvier (avant l'intersection du Marché Tradition Lagassé de Weedon) : l'entrée aux sentiers est quelques mètres avant ladite intersection.

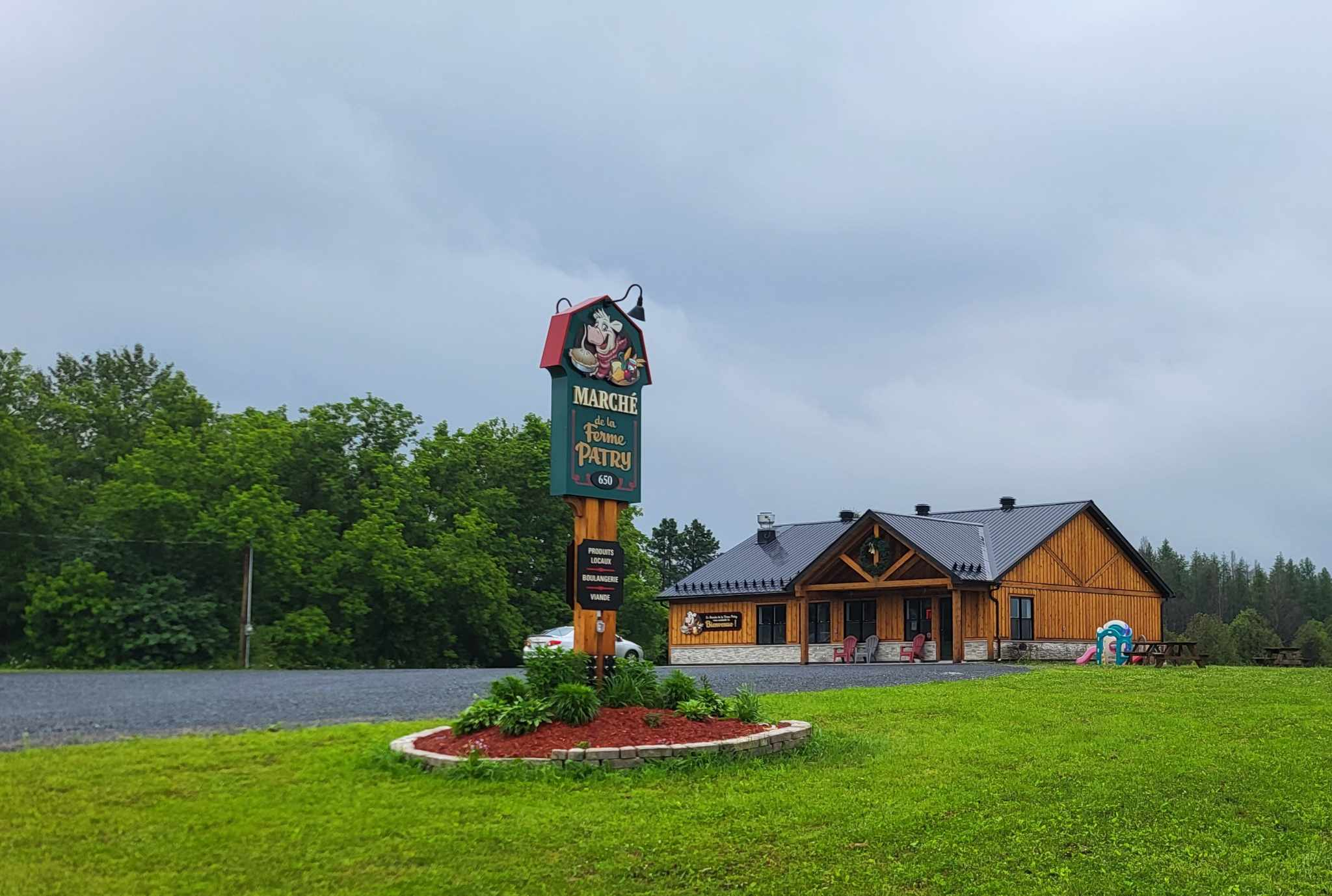
Marché d'alimentation locale de Weedon (Marché de la Ferme Patry)

Le Marché de la Ferme Patry (marché d'alimentation locale) est situé au 650, 2e Avenue à Weedon. Les visiteurs peuvent y accéder directement depuis la route 112. Les produits disponibles sur place comprennent des produits d'érable, d'alimentation en vrac, de pâtisserie et de boulangerie, de la crème glacée molle, du porc, du bœuf, de l'agneau, du poulet, des fruits et légumes, des épices, etc. Tous les produits vendus à ce marché proviennent de producteurs locaux et régionaux afin de répondre à la demande croissante d'acheter des produits de la ferme.
La fromagerie P'tit Plaisir est située à St-Gérard (Weedon). Cette entreprise familiale a vu le jour en 1997 et elle représente un modèle d'autosuffisance en région. Les produits offerts sont les fromages, le beurre, la crème glacée ainsi que des gelatos. La fromagerie est située au 503, rue de la Carrière et elle est visible depuis la route 112.
Weedon fait partie du circuit des sheds panoramiques, un parcours de 150 km à travers le Haut-Saint-François. Ce circuit comprend plusieurs sheds offrant des points de vue sur les paysages de la région.

## Éducation

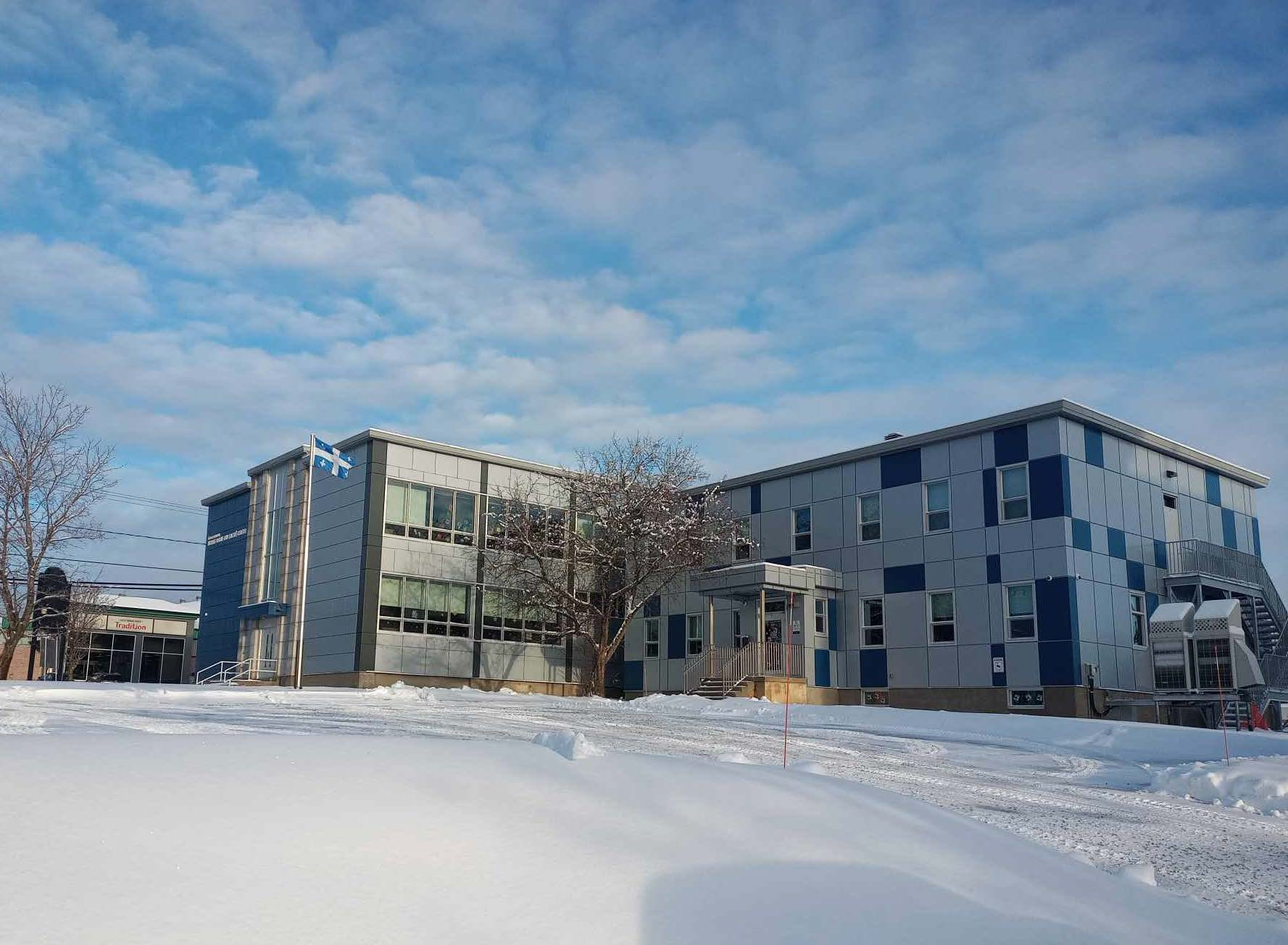
École primaire Notre-Dame-du-Sacré-Cœur de Weedon

L'école primaire de la municipalité de Weedon (Québec) se nomme Notre-Dame-du-Sacré-Coeur. Cette école est rattachée au Centre de services scolaires des Hauts-Cantons.
En 2022, l'école primaire du village comptait 182 élèves répartis dans 12 classes, débutant à la maternelle 4 ans jusqu'à la 6e année.
Cette école offre des projets spéciaux portant sur l'entrepreneuriat avec des fermes locales, le compostage et le recyclage. En ce sens, en 2023, les élèves du 3e cycle de cette école ont lancé des balados historiques portant sur l'histoire des secteurs de Weedon, Fontainebleau ainsi que Lingwick. Ce projet leur a permis de participer au défi OseEntreprendre - volet scolaire.